# Padderok-familien
Padderok-familien (Equisetaceae) er en monotypisk familien med kun én slægt. Det er sporeplanter, og i kultiden fandtes de som 40 meter høje træer. Efter at frøplanterne kom frem, findes padderokke kun som små vækster. De nulevende arter har to slags skud: kønnede (dvs. sporebærende) og vegetative (dvs. bladbærende).
| Slægt |

- Padderok (Equisetum)

## Note
1. ↑  Germplasm Resources Information Network Arkiveret 18. november 2004 hos  Wayback Machine har kun denne slægt, mens Wikispecies opererer med to.

| Portal | Portal:Botanik |